# Moinville-la-Jeulin
Moinville-la-Jeulin ist eine französische Gemeinde mit 160 Einwohnern (Stand: 1. Januar 2022) im Département Eure-et-Loir in der Region Centre-Val de Loire (bis 2015 Centre). Die Gemeinde gehört zum Arrondissement Chartres und zum 2012 gegründeten Gemeindeverband Chartres Métropole. 

## Geografie
Moinville-la-Jeulin liegt im Norden der Landschaft Beauce, 19 Kilometer ostsüdöstlich von Chartres und etwa 67 Kilometer südsüdöstlich von Paris. Umgeben wird Moinville-la-Jeulin von den Nachbargemeinden Voise im Norden, Santeuil im Osten und Nordosten, Ouarville im Osten und Südosten, Boisville-la-Saint-Père im Süden, Prunay-le-Gillon im Westen und Südwesten sowie Francourville im Westen und Nordwesten.

## Bevölkerungsentwicklung
| Jahr                       | 1962 | 1968 | 1975 | 1982 | 1990 | 1999 | 2006 | 2018 |
| Einwohner                  | 107  | 92   | 94   | 88   | 107  | 98   | 103  | 170  |
| Quellen: Cassini und INSEE |      |      |      |      |      |      |      |      |

## Sehenswürdigkeiten

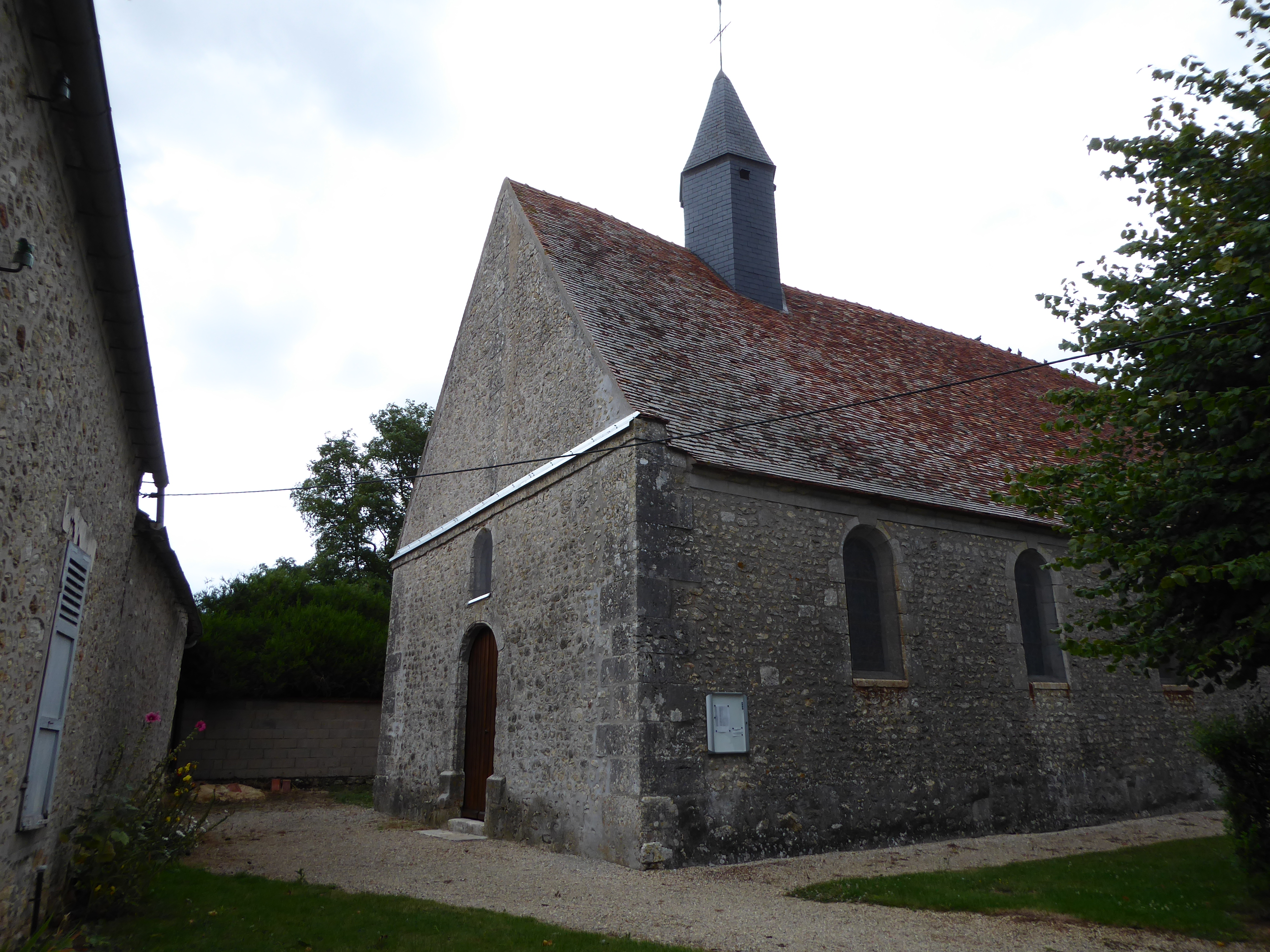
Kirche Saint-Maur

- Kirche Saint-Maur